# Tobias Mærsk
Die Tobias Mærsk war eines der weltweit ersten Semicontainerschiffe, das als solches geplant und erbaut wurde.

## Geschichte
Der Kiel des Semicontainerschiffs Tobias Mærsk wurde am 27. April 1963 im neuen Baudock der Kopenhagener Werft Burmeister & Wain als Baunummer 764 im Auftrag der ebenfalls in Kopenhagen ansässigen Reederei A.P. Möller gebaut. Nach ihrer Übergabe im Oktober 1963 führte die Jungfernreise an die Ostküste der Vereinigten Staaten, danach eröffnete sie den A.P. Möller Lines-Containerdienst nach Fernost.

## Technik
Aufbauten und Maschinenanlage waren achtern angeordnet. Der Schiffskörper hatte eine lange Back und besaß sechs Laderäume, von denen fünf vor dem Aufbau lagen. Die Wetter- und Zwischendecksluken erhielten stählerne Mac-Gregor-Lukendeckel. Die Laderäume II, III und IV waren für die Beförderung von Containern ausgelegt. Es konnten außer Containern und herkömmlicher Trockenfracht auch Kühlladung und in Tieftanks Pflanzenöl sowie Latex gefahren werden. Die Umschlageinrichtungen bestanden aus vier Pfostenpaaren für zwölf 5-Tonnen-Ladebäume und acht 10-Tonnen-Ladebäume. Außerdem verfügte die Tobias Mærsk über einen Mast zwischen den Luken III und IV, der zwei Schwergutbäume mit einer Kapazität von 25 und 60 Tonnen führte.
Der Antrieb des Schiffes bestand aus einem einfachwirkenden Burmeister & Wain Zweitakt-Dieselmotor neuer Bauart, der auf einen Festpropeller wirkte. Den Licht- und Arbeitsstrom lieferten drei Dieselgeneratoren.
Die Wohnaufbauten waren mit einer Klimaanlage versehen und die Rettungsboote mit einer Kapazität von insgesamt 72 Personen bestanden aus Aluminium und waren motorisiert.